# Juan Arizala
Juan David Arizala Micolta (ur. 10 października 2005 w El Charco) – kolumbijski piłkarz występujący na pozycji bocznego pomocnika, od 2025 roku zawodnik Independiente Medellín.